# Хоссауэр, Иоганн Георг

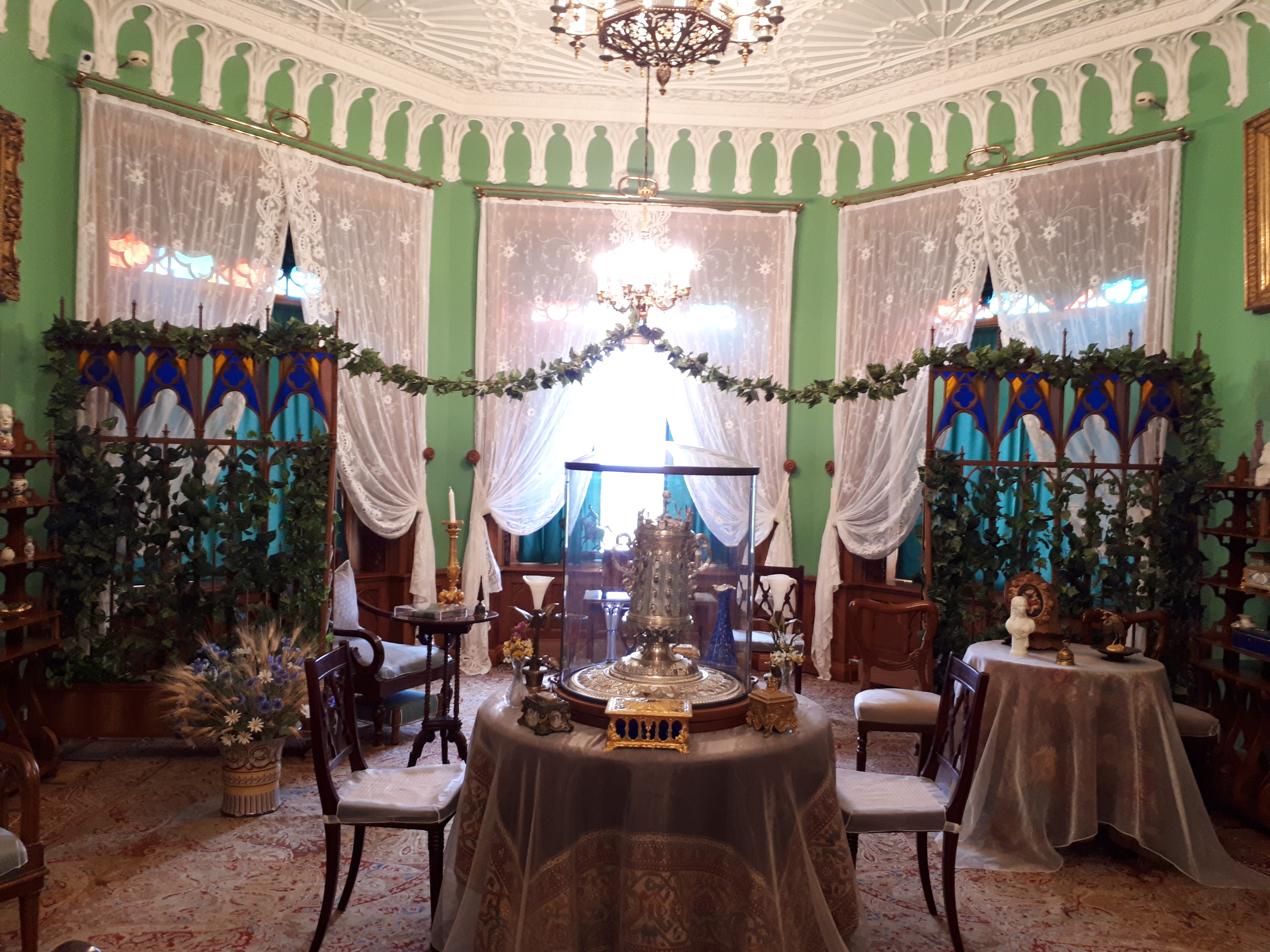
«Потсдамский кубок» в Гостиной дворца «Коттедж» в Петергофе

Иоганн Георг Хоссауэр (нем. Johann George Hossauer; 5 октября 1794, Берлин — 14 января 1874, Берлин) — немецкий художник-ювелир, «золотых дел мастер», «златокузнец» (нем. Goldschmied), предприниматель и изобретатель.

## Биография
После посещения начальной еврейской школы в Берлине Иоганн стал учеником водопроводчика. В 1815 году в Париже он познакомился с новыми технологиями обработки металла, а затем нашёл работу на Берлинской бронзолитейной фабрике Werner & Mietke. С 1817 он завершал ученичество в Париже у ювелира Анри де Руолца (Henri de Ruolz).
Иоганн Георг вернулся в Берлин в 1819 году и при поддержке прусского короля Фридриха Вильгельма III сумел организовать «Фабрику изделий из платины, золота, серебра, бронзы и меди с золотым и серебряным покрытием по английскому способу» (Fabrik für Waren aus Platina, Gold, Silber, Bronze und gold- und silberplattiniertem Kupfer nach Englischer Art).
Фабрика со временем насчитывала около ста сотрудников. Хоссауэр разработал технологию плакированных изделий (plattierter Waren) — «накладного серебра». Он тесно сотрудничал с архитектором Карлом Фридрихом Шинкелем, чьи рисунки художественных изделий он ещё долго использовал и после смерти архитектора в 1841 году. Он также работал по рисункам архитекторов Фридриха Августа Штюлера и Вильгельма Штира.
Хоссауэр получил золотую медаль на одной из первых коммерческих выставок в Берлине в 1822 году. В 1826 году король Фридрих Вильгельм III назвал мастера «королём златокузнецов». В 1855 году Хоссауер был назначен членом жюри Всемирной выставки в Париже. В 1845 году он продал патент на технологию гальванических покрытий изделий Вернеру фон Сименсу. У Хоссауэра не было наследников-мужчин, поэтому он в 1858 году отказался от своей компании, которая работала до 1933 года под названием Sy & Wagner (с 1934 года «Vereinigte Juweliere Gmbh»).
Во дворце «Коттедж» в Петергофе хранится так называемый «Потсдамский кубок», выполненный из серебра И. Г. Хоссауэром в память о проходившем в Потсдаме 13 июля 1829 года «Празднике Белой розы». Кубок украшен эмалевыми гербами участников «рыцарского турнира», устроенного королём Фридрихом в честь дня рождения российской императрицы Александры Фёдоровны (урождённой принцессы Шарлотты Прусской). Праздник назвали «Волшебство Белой Розы». Его художественным оформлением в неоготическом стиле ведал архитектор К. Ф. Шинкель. С этим праздником и было связано основание малого дворца «Коттедж» в парке Александрия «Нижнего Петергофа».
Захоронение Иоганна Георга Хоссауэра находится на Доротеенштадтском кладбище в Берлин-Митте.